# Long John Baldry Trio Live
Long John Baldry Trio Live è il terzo album live di Long John Baldry, pubblicato nel 2000.